# Yuki Kadono
Yuki Kadono (em japonês:  角野 友紀, Kadono Yūki; Yokkaichi, 14 de setembro de 1990) é um jogador de polo aquático japonês.

## Carreira
Kadono integrou a Seleção Japonesa de Polo Aquático que ficou em décimo segundo lugar nos Jogos Olímpicos de 2016.